# Sint-Rochuskerk (Hauset)

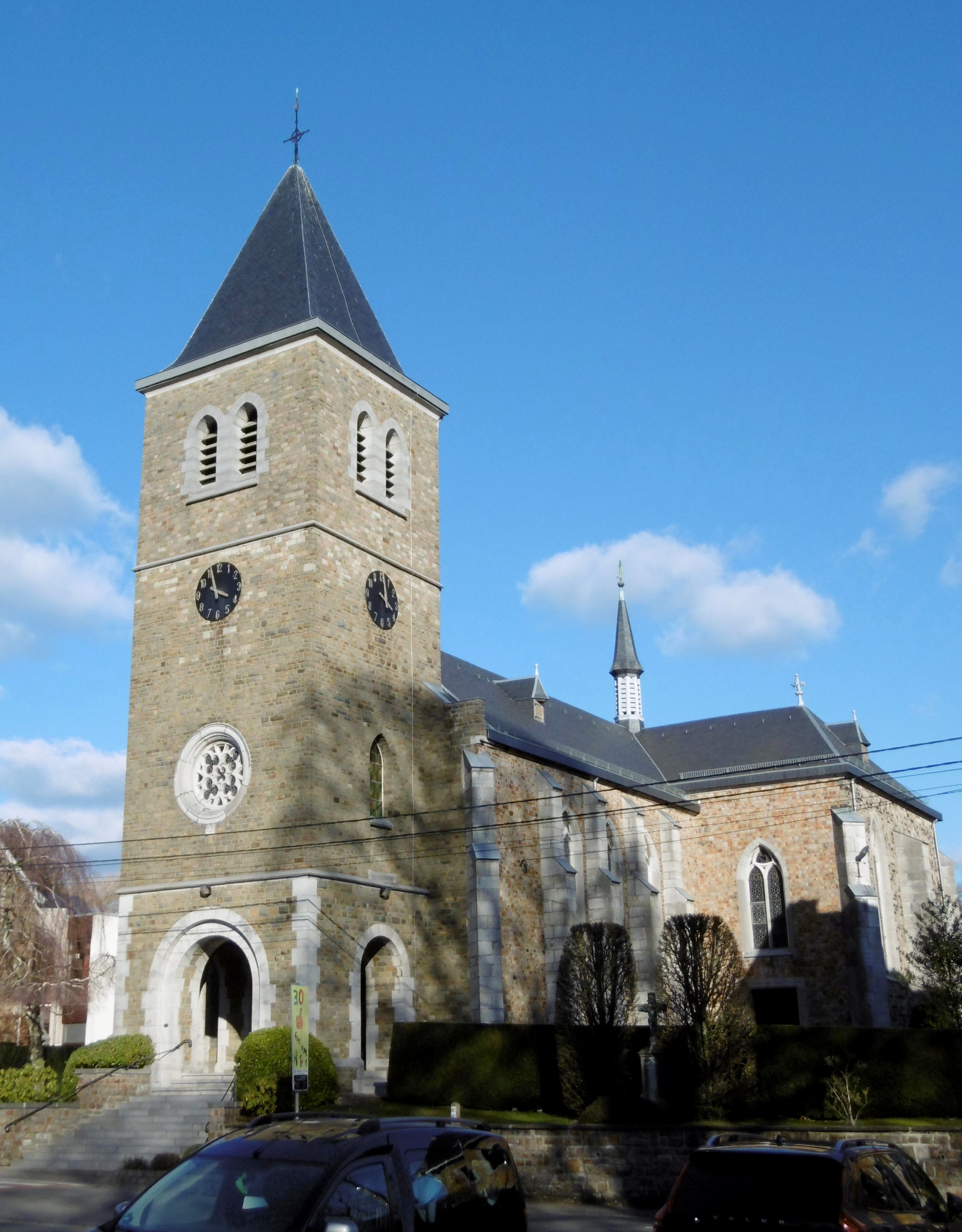
Sint-Rochuskerk

De Sint-Rochuskerk is de parochiekerk van de tot de Belgische gemeente Raeren behorende plaats Hauset, gelegen aan de Kirchstraße.
De kerk werd gebouwd in 1858 in neogotische stijl, naar ontwerp van Faulenbach. Het was een eenbeukige kerk met driezijdig afgesloten koor, gebouwd in natuursteenblokken. In 1909 werd, naar ontwerp van Peters, een transept toegevoegd, en ook een vieringtorentje aangebracht. In 1950 werd ten slotte een voorgebouwde toren, annex ingangsportaal, toegevoegd naar ontwerp van Emile Burget. Deze vierkante toren is voorzien van een tentdak.
Het interieur is voornamelijk neogotisch. Een Sint-Rochusbeeld in gepolychromeerd hout is aanwezig, afkomstig van de Sint-Rochuskapel. Het is uit de eerste helft van de 18e eeuw.